# Penitenciarul Târgu Jiu
Penitenciarul Târgu Jiu este o unitate de detenție din Târgu Jiu, județul Gorj. Penitenciarul Târgu Jiu este o unitate care este destinată pentru condamnați repartizați să execute pedepsele în regim deschis și semideschis. Este situat în Târgu Jiu, strada Vasile Alecsandri nr. 23, județul Gorj.

## Istoric
Acesta a fost desființat o perioadă, dar a fost reînființat ca Secție a Penitenciarului Craiova. Acum se numește Penitenciarul Târgu Jiu.

## Legături externe
- Penitenciarul Târgu Jiu